# Henri Goelzer
Henri Goelzer (Beaumont-le-Roger, 29 settembre 1853 – Esprels, 1º agosto 1929) è stato un filologo classico francese.

## Biografia
Studiò all'École normale supérieure e all'École pratique des hautes études. Insegnò filologia al Prytanée national militaire nel 1877, a Poitiers nel 1879 e al Lycée Fontanes nel 1880. Nel 1923 fu direttore dell'Association Guillaume Budé e membro dell'Académie des inscriptions et belles-lettres.

## Opere
- Grammaticæ in Sulpicium Severum observationes potissimum ad vulgarem latinum sermonem pertinentes (1883)
- Étude lexicographique et grammaticale de la latinité de saint Jérôme (1884)
- Dictionnaire latin-français (1893)
- Grammaire comparée du grec et du latin, syntaxe (1897)
- Grammaire comparée du grec et du latin, phonétique et étude des formes (1901)